# Vauchelles-les-Quesnoy

Vauchelles-les-Quesnoy este o comună în departamentul Somme, Franța. În 1 ianuarie 2022 avea o populație de 809 de locuitori.